# Henry Dubern
 (janvier 2022).
Si vous disposez d'ouvrages ou d'articles de référence ou si vous connaissez des sites web de qualité traitant du thème abordé ici, merci de compléter l'article en donnant les références utiles à sa vérifiabilité et en les liant à la section « Notes et références ».
Pour les articles homonymes, voir Dubern.
Henry Adolphe Pierre Dubern, né à Nantes le 19 février 1800 et mort à Paris le 30 octobre 1847, est un négociant à Valparaíso (Chili), puis ingénieur de chemins de fer.

## Biographie
Fils unique de René Dubern (Nantes, 30 avril 1771 + Louisiane, après février 1804), manufacturier d'indiennes (« Maison Dubern ») et négociant à Nantes, notamment actif en Amérique du Nord, marié en 1799, à Nantes, à Elisabeth Henriette Riédy (Nantes, 22 septembre 1778 +  Nantes, 22 février 1844). Petit-fils de Pierre DuBern, sieur de Lamarche, manufacturier d'indiennes, et de Jean Georges Riédy, négociant et armateur protestant, originaire de Bâle.
Henry Dubern est élevé à Nantes par sa mère, avec pour tuteur son oncle Joseph Dubern, puis, depuis le 10 avril 1813, Jean Frédéric Wack, courtier de commerce.
En 1818 il fait la connaissance d’un jeune aspirant de la marine marchande, en formation à Nantes, Gabriel Lafond de Lurcy (1802 + 1876), futur capitaine de navire et explorateur qu’il aura plus tard l’occasion d’accueillir à Valparaiso (1822).
Vers 1820, Henry Dubern part pour le Brésil rejoindre son oncle qui tenait à Rio de Janeiro l’une des premières affaires de négoce d’Amérique latine, la « Maison Delabrosse et Riédy ». Une fois Henry formé au commerce, son oncle lui suggéra d’aller créer un comptoir sur la côte Pacifique du continent. À la fin de l’année 1821 ou au début de 1822, profitant de l’escale d’une frégate française, « La Clorinde », de 58 canons, devant rejoindre le Pérou, puis le Chili, Riédy confie son neveu au commandant du navire, le baron Ange-René-Armand de Mackau (1788 + 1855), futur amiral et ministre de la marine. Henry ayant eu la bonne fortune d’être pris en amitié par Mackau, ce dernier le recommande chaudement lorsqu’il débarque à Santiago du Chili et entreprend d’y mettre sur pied un partenariat avec l’un des principaux négociants locaux, Felipe Santiago del Solar.
D’un commun accord avec ce dernier, Henry Dubern part s’établir à Valparaiso, associé à un Espagnol, Firmin Rejo. En effet, avec l'indépendance du Chili et la nouvelle liberté de commerce, Valparaiso était devenu le port le plus important de la région et l'escale obligée pour les navires allant de l'Atlantique au Pacifique via le détroit de Magellan. Dubern obtient l’exclusivité de recevoir les navires français en consignation et de vendre leurs cargaisons. Il recrute presque immédiatement plusieurs commis (Frédéric Ring, Norvégien, Georges Lyon, Anglais et M. Cobo, Chilien). Tous les Français de passage, notamment les officiers de marine, se réunissent chez Dubern.
Le 19 novembre 1822, un terrible tremblement de terre ruine Valparaiso, coulant vingt-cinq navires dans le port. Au nombre de ces bâtiments figure L’Aurora, commandé par le jeune Gabriel Lafond de Lurcy, qui parvient toutefois à sauver son équipage. L’amiral anglais Cochrane est le premier à porter secours à la ville. Il fournit notamment deux grandes tentes faites de voiles, l’une pour le gouverneur général et l’autre pour Henry Dubern. Ce dernier, qui avait connu Lafond de Lurcy à Nantes, aspirant de marine, encore adolescent, et venait de le retrouver avec plaisir, lui offre de l’employer comme collaborateur à Valparaiso. Le jeune officier de marine, privé de son navire, accepte. Dès 1823, Firmin Rejo quitte Valparaiso pour établir deux nouveaux établissements, à Arica et Tacna. En 1824, Henry Dubern et Firmin Rejo mirent fin à leur partenariat avec Solar, tout en conservant de bonnes relations avec lui et les siens. Les affaires de la maison « Dubern, Rejo et Cie » sont très prospères et actives également au Pérou (vente de poisson).
En 1826, Gabriel Lafond de Lurcy part ouvrir un nouvel établissement au port de Coquimbo, demeurant quelque temps encore employé d’Henry Dubern. Il évoque son ami à de nombreuses reprises dans son ouvrage de souvenirs Voyages autour du Monde. Il le décrit comme un homme d’affaires efficace, menant aussi une vie mondaine assidue et montant à cheval chaque jour sur les hauteurs de Valparaiso. C’est Gabriel qui aurait suggéré à Henry d’affréter un navire pour pêcher la morue et le homard dans l’archipel Juan Fernández, ce que Dubern fit régulièrement, avec beaucoup de succès. 
Henry Dubern demande la nationalité chilienne en décembre 1827 et l'obtient en février 1828. En juillet 1830, il est choisi comme témoin par Armand Saillard, vice-consul de France à Lima, pour un duel au pistolet avec le vicomte d'Espinville, vice-consul de France à Santiago, duel au cours duquel ce dernier est tué. M. d'Espinville avait pour témoin un autre grand négociant de Valparaiso, le britannique George Lyon. Armand Saillard (1790 + 1842) a laissé un recueil de souvenirs, publié en 1981 sous le titre Les aventures du consul de France de New Orléans à Carthagène.
Il est vraisemblable qu’Henry Dubern ait joué un rôle dans la décision de son jeune cousin-germain Edouard DuBern, armateur et capitaine de navire, de faire du Pacifique son principal territoire de pêche à la baleine, puis de tenter une colonisation de l’île qui n’était pas encore appelée Nouvelle-Zélande. Après être devenu l’une des principales maisons de commerce du Chili, active également au Pérou et en Argentine, « Dubern, Rejo et Cie » finit par faire banqueroute (après 1831). Firmin Rejo quitte le Chili pour la Bolivie, où il poursuivra des affaires et ne mourra que vers la fin du XIXe siècle. 
Rentré en France, Henry Dubern devient ingénieur, spécialiste des chemins de fer, et construit l'une des premières lignes commerciales de la région parisienne (Le Vésinet – Saint Germain) au début de la monarchie de Juillet[réf. nécessaire].
Henry Adolphe Dubern est l’auteur d’une brochure intitulée « Le chemin de fer à vent », parue vers 1830 (conservée à la bibliothèque de la faculté des sciences de Paris), puis d’un livre intitulé « De l’application de l’air atmosphérique aux chemins de fer ; résumé des opinions des ingénieurs français et anglais sur le chemin de fer atmosphérique », publié en 1846 à Paris.
Il a, croit-on, englouti sa fortune dans des tentatives industrielles malheureuses [réf. nécessaire].
Sans postérité.
Il était cousin-germain du général Eugène Dubern.